# 東京ギャング対香港ギャング
『東京ギャング対香港ギャング』（とうきょうギャングたいホンコンギャング）は、1964年公開の日本映画。高倉健主演、石井輝男監督。東映東京撮影所製作、東映配給。併映『宮本武蔵 一乗寺の決斗』（中村錦之助主演、内田吐夢監督）。

## 概要
石井輝男監督による"ギャング映画"6作目。東映（東映東京撮影所、以下、東撮）製作の"ギャング映画"全11作では9作目に当たる。東映初の海外ロケーションを実施し、香港、マカオで一週間ロケを敢行した。麻薬取引を巡り東京と香港のギャング組織が血で血を洗う死闘を繰り広げる。

## ストーリー
北原修治は薬の取引に香港に降り立つ。最初は竜と取引するつもりだったが値段を吊り上げられやめた。北原は新興勢力の毛の配下チャンと取引を決めたが約束の日、竜に狙撃され京劇スター李淑華に薬の包みを渡し息絶える。東京の大岡興業は幹部藤島を香港に送った。藤島は李淑華から薬を受け取るも竜一味に横取りされた。マカオの毛は情報部将校だった藤島の戦友だった。毛が来日。毛は大岡興業に取り入りながら密かに藤島に拳銃を渡す。竜一味がダルマ船で薬を運び出す日が来た。大岡組と竜一味の相打ちを毛は目論んでいた。毛は香港麻薬取締官だったのだ。

## スタッフ
- 監督：石井輝男
- 企画：岡田茂、登石雋一
- 脚本：村尾昭、石井輝男
- 撮影：林七郎
- 録音：加瀬寿士
- 照明：川崎保之丞
- 美術：森幹男
- 音楽：八木正生
- 編集：鈴木寛
- 助監督：加島昭
- 進行主任：門間安彦
- 現像：東映化学工業株式会社
- 製作：東映東京撮影所※ノンクレジット
- 配給：東映

## 出演者
- 北原修治：高倉健
- 李淑華：三田佳子
- 千代：本間千代子
- チャーリー：大木実
- チャン：内田良平
- 大岡：安部徹
- 江崎：待田京介
- 梶山：曽根晴美
- 竜：石山健二郎
- 石塚：高城裕二（新人）
- ：高見理紗（新人）
- ：R・テンプル
- 星川：八名信夫
- 五味：上田忠好
- ：蓑和田良太
- ：水原一郎
- 竜の子分：室田日出男
- ：三島一夫
- ：日尾孝司
- ：宗方祐二
- ：明日香実
- ：山之内修
- ：秋山敏
- ：渡辺淳二
- ：小塚十紀雄
- ：賀川晴男
- ：久地明
- 毛：丹波哲郎（特別出演）
- 藤島：鶴田浩二

## 製作経緯

### 企画
企画は当時の東撮所長・岡田茂（のち、同社社長）。岡田と共に企画としてクレジットされているのは、1972年に東映動画（現・東映アニメーション）の大リストラを岡田と共に敢行したことでも知られる登石雋一。東撮の"ギャング映画"は、石井輝男が先鞭を付け岡田茂が路線化し岡田が井上梅次や深作欣二、小沢茂弘らを参加させてメイン路線とした。マンネリを避けるため、岡田の肝煎りでギャング映画のスケールの大きさを狙い、東映初の海外ロケを行ったのが本作となる。1960年代前半に日本映画の海外ロケブームがあり、1961年岸惠子主演、イヴ・シャンピ監督『スパイ・ゾルゲ/真珠湾前夜』（日仏合作）、1962年宍戸錠主演、蔵原惟繕監督『メキシコ無宿』（日活）、石原裕次郎 松尾昭典監督『金門島にかける橋』（日活＝中央電影公司）、1963年早川保主演、川頭義郎監督『ローマに咲いた恋』、宝田明主演、千葉泰樹監督『ホノルル・東京・香港 Honolulu-Tokyo-Hongkong』（キャセイ・オーガニゼイション＝東宝合作）、加山雄三主演、福田純監督『ハワイの若大将』（東宝）などが作られた。しかしその大半はもの珍しさを狙い、題名に地名を入れ、外国風景を観光地的になぞる作品がほとんどだった。岡田は「ギャング映画もスケールの大きいものを狙わないといけない。しかし観光映画にするな」と石井に指示した。

### 撮影
石井はその指示通り一週間の海外ロケで大きな効果を上げた。香港の裏街やサンパンのある港などを隠し撮り、路上生活者やゴミゴミしたスラム街の情景を丹念に拾った。ズームレンズを使った粗い画面がドキュメンタルな迫力を生み、魔窟としての香港を活写した。前述のように当時は海外ロケが流行っていたが、裏通りまで行って撮影した映画は本作以外ないといわれる。人通りの多い場所ではビルの上から望遠で撮影。高倉健が路上で殺されるシーンはぶっつけ本番、通行人が行き交う中でのゲリラ撮影が行われた。高倉は前半で早々に殺され、後半は鶴田浩二を中心に展開する構成上の弱点は、少数スタッフ・キャストによる海外ロケを余儀なくされたためとされる。当時はキャメラもまだ小型の物がなく、大きなキャメラを担いでスラム街に入った。スタッフは10人も満たず、移動の際は高倉が大きな望遠レンズを担いだという。

### 脚本
共同脚本の村尾昭は1962年の『暗黒街最後の日』（井上梅次監督）の後、岡田が大映から引き抜いた。本作の後、岡田が東映京都撮影所に転任し本格化させる"任侠路線"のメインライターに笠原和夫、野上龍雄と共に抜擢されている。

## その他
石井監督の次作『ならず者』（1964年4月5日公開）も『東京ギャング対香港ギャング』同様、香港、マカオでロケが行われ、こちらはマカオに重点を置いた。今度は会社が予算を出してくれ二週間と余裕のある撮影が出来たという。『ならず者』は、石井のアクション映画の傑作の1本と評される。『ならず者』の後も海外ロケ路線を発展させ、高倉・石井コンビで東南アジアやソウル、モンテカルロ、ラスベガスを舞台にした企画が上っていたが、このコンビで翌年から「網走番外地シリーズ」が始まるためそれは実現しなかった。

## 東映ギャングシリーズ
脇役がいきいきとクローズアップされる演出は10年後の"実録路線"の先駆けとも評される。